# Mémorandum des Frères musulmans de 1991
Explanatory Memorandum by Muslim Brotherhood est un mémorandum rédigé en 1991 en langue arabe et attribué à Muhammad Akram, un haut dirigeant du Hamas et membre du comité exécutif des Frères musulmans en Amérique du Nord. Le mémorandum décrit un plan stratégique pour les États-Unis et le Canada, dont l'objectif est de « d'éliminer et détruire la civilisation occidentale de l'intérieur ».

## Découverte du mémorandum
Le document a été découvert accidentellement par le FBI en 2004, lors d'une perquisition au domicile d'Ismail Elbarasse, qui agissait comme collecteur de fonds pour le Hamas, à Annandale, en Virginie. Elbarasse a été arrêté par hasard par un agent de la circulation dans le Maryland, qui soupçonnait une femme de filmer les structures de support du pont de Chesapeake Bay . Le FBI a obtenu un mandat de perquisition au domicile d'Elbarasse et lors de la perquisition, un sous-sol secret a été découvert, révélant plus de 80 boîtes contenant les archives des Frères musulmans en Amérique du Nord. Le mémorandum a été l'un des documents les plus importants trouvés lors de cette perquisition. Cependant, on y a également découvert un document liant la Fondation de la Terre Sainte (Holy Land Fund (en)), initialement créé comme une organisation caritative exonérée d'impôt visant à soutenir les organisations terroristes et subventionner le Hamas .

## Contenu du mémorandum
Le mémo expose le plan des Frères musulmans visant à prendre le contrôle des États-Unis et du Canada via la stratégie suivante : unifier tous les musulmans sous la direction des Frères Musulmans, établir des organisations puissantes et coopérer avec les non-musulmans. 
Ces actions s'inscrivent dans un processus d'implantation appelé "processus de civilisation-jihad". 
Le document présente la vie aux États-Unis comme une forme de grand jihad dont le but est la destruction de la civilisation occidentale de l'intérieur. 
Le mémorandum vise à "saboter" les structures de la société occidentale par les mains des croyants, afin qu'elle soit anéantie et que "la religion d'Allah devienne victorieuse".
Selon le mémorandum, le plan des Frères musulmans pour atteindre leur objectif comprend plusieurs tactiques. 
Notamment, créer une coalition d'organisations musulmanes et établir des centres islamiques dans chaque ville ; ces centres communautaires sociaux doivent œuvrer à diffuser la propagande des Frères musulmans à travers ses différents canaux (CAIR, ISNA, MSA).
Selon le plan, chaque organisation centrale dans une ville doit avoir ses propres antennes locales qu'elle coordonne. Les branches locales des organisations islamiques incluraient des centres de communication et d'art : imprimeries, médiathèques, publications en en arabe et en anglais, groupes artistiques, photographes, producteurs, journalistes et experts en communication.
En outre, le mémorandum propose une stratégie de coopération avec un large éventail de relais tels que des centres de recherche, des centres d'études, des universités et écoles, des centres de formation des enseignants, des associations scientifiques dans les écoles, des centres de formation universitaire, des organismes traitant de l'Islam, etc.

## Organisations auxquelles le mémorandum fait référence
Le document comprend une liste de plus de vingt-quatre organisations musulmanes américaines sous le titre « Nos organisations et les organisations de nos amis », notamment :
- Islamic Society of North America (en)
- Muslim Students Association (en) or Muslim Student Union
- Islamic Association of Palestine (en)
- Muslim Communities Associations
- Association of Muslim Social Scientists
- Association of Muslim Scientists and Engineers
- Islamic Medical Association of North America

- Muslim Youth of North America
- Fiqh Council of North America
- Islamic Associations
- Islamic Circle of North America
- International Institute of International Thought
- Muslim Public Affairs Council
- Muslim Advocates
- Muslim Legal Fund of America
- Council on American Islamic Relations
- United Association for Studies and Research (en)
- Holy Land Foundation for Relief and Development (en)
- U.S. Council of Muslim Organizations and their members
- Muslim American Society
- Muslim Alliance in North America
- Students for Justice in Palestine - Hamas
- American Muslims for Palestine - Hamas

## Réactions
Ce Memorandum soulève l’hypothèse qu’il existe aux États-Unis un réseau de groupes islamistes radicaux qui opère d’une manière contraire aux valeurs de la démocratie. 
Certains soulignent cependant que la formulation ne dicte pas d’action selon une seule directive, ce qui pourrait suggérer que ces organisations n’opéreraient pas réellement sous le commandement des Frères musulmans.